# Foxtrot (filme)
Foxtrot é um filme de drama israelita de 2017 dirigido e escrito por Samuel Maoz. Foi selecionado como representante de seu país ao Oscar de melhor filme estrangeiro em 2018.

## Elenco
- Lior Ashkenazi - Michael Feldmann
- Sarah Adler - Daphna Feldmann